# 1371
1371 (MCCCLXXI) var ett normalår som började en onsdag i den julianska kalendern.

## Händelser

### Februari
- 22 februari – Vid David II:s död efterträds han som kung av Skottland av sin systerson Robert II. Därmed dör kungaätten Bruce ut på manssidan och ätten Stewart, som kommer att härska över Skottland till 1714, uppstiger på tronen.

### April
- 15 april – Stillestånd sluts mellan en upprorisk bondehär och albrekttrogna i Sollentuna.

### Augusti
- 14 augusti – Fred sluts mellan Albrekt av Mecklenburg och Håkan utanför Stockholm.
- Augusti
  - Magnus Eriksson friges. Därmed är kriget slut och Magnus bosätter sig hos sin son Håkan i Norge samt får Västergötland, Värmland och Dalsland som förläningar för att försörja sig.
  - Ett stormannauppror, med stöd bland bönderna, utbryter mot Albrekt, som tvingas avge en kungaförsäkran som ger makten till riksrådet. Drotsen Bo Jonsson (Grip) tar därmed över ledningen i praktiken och besittningar, som tidigare varit i utländska händer, tillfaller den svenska adeln.

### Okänt datum
- Håkan Magnusson belägrar Stockholm med en svensk-norsk här.
- Celle blir residensstad för furstendömet Lüneburg.

## Födda
- Zheng He, kinesisk amiral och upptäcktsresande
- Maria av Ungern, ungersk monark.

## Avlidna
- 22 februari – David II, kung av Skottland sedan 1329.
- Fiorenza Sanudo, regerande hertiginna av Naxos.